# وانستالهاوس

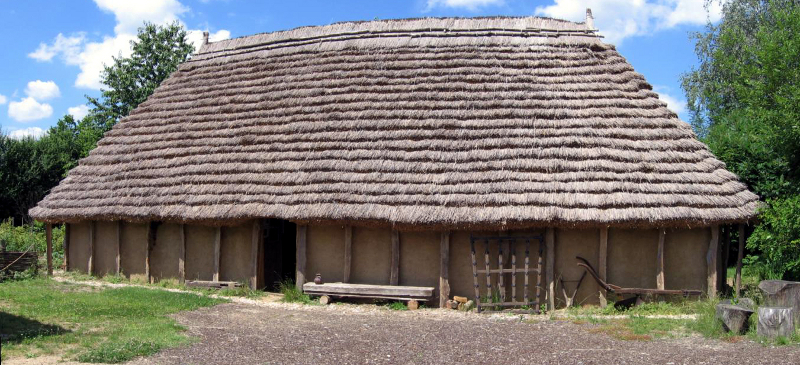
بازسازی

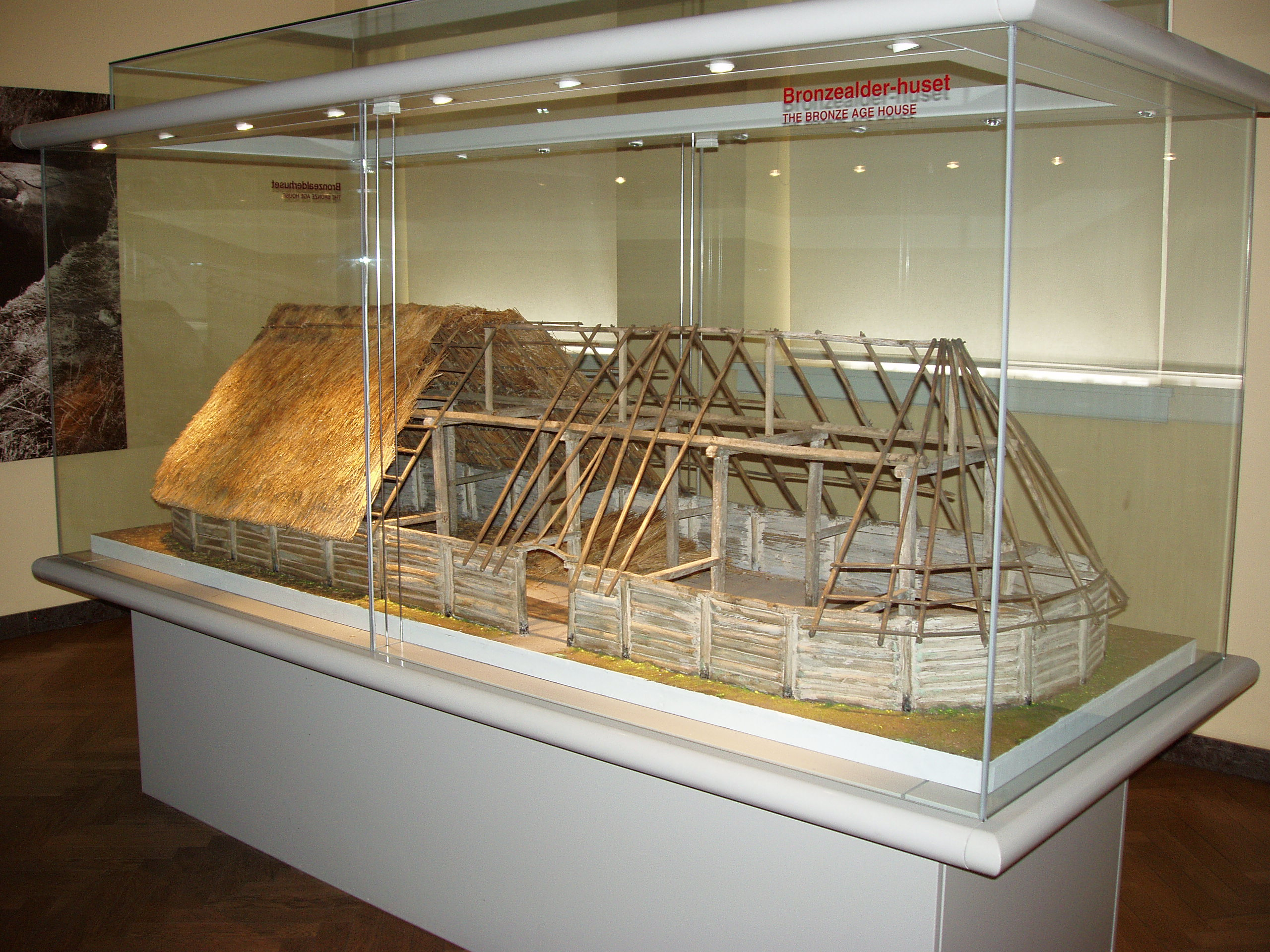
ماکت

وانستالهاوس (آلمانی: Wohnstallhaus به معنای خانهٔ مسکونی انبار کاه) (انگلیسی: Byre-dwelling) نوعی خانهٔ کشاورزی است که در آن خانهٔ مسکونی با انبار غلات یا طویلهٔ حیوانات زیر یک سقف ساخته می‌شده. این نوع سازه در محوطه‌های باستان‌شناختی در عصر برنز در شمال‌غربی اوپا یافت می‌شود. این الگوی ساختمانی را همچنین در دوران مدرن منونایت‌ها در فلاندر و هلند به‌کار می‌برندند.

### آلمان

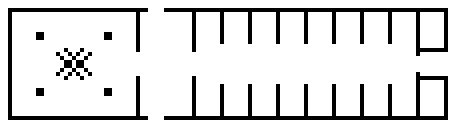
نمودار شماتیک یک خانهٔ انبارکاه در Feddersen Wierde

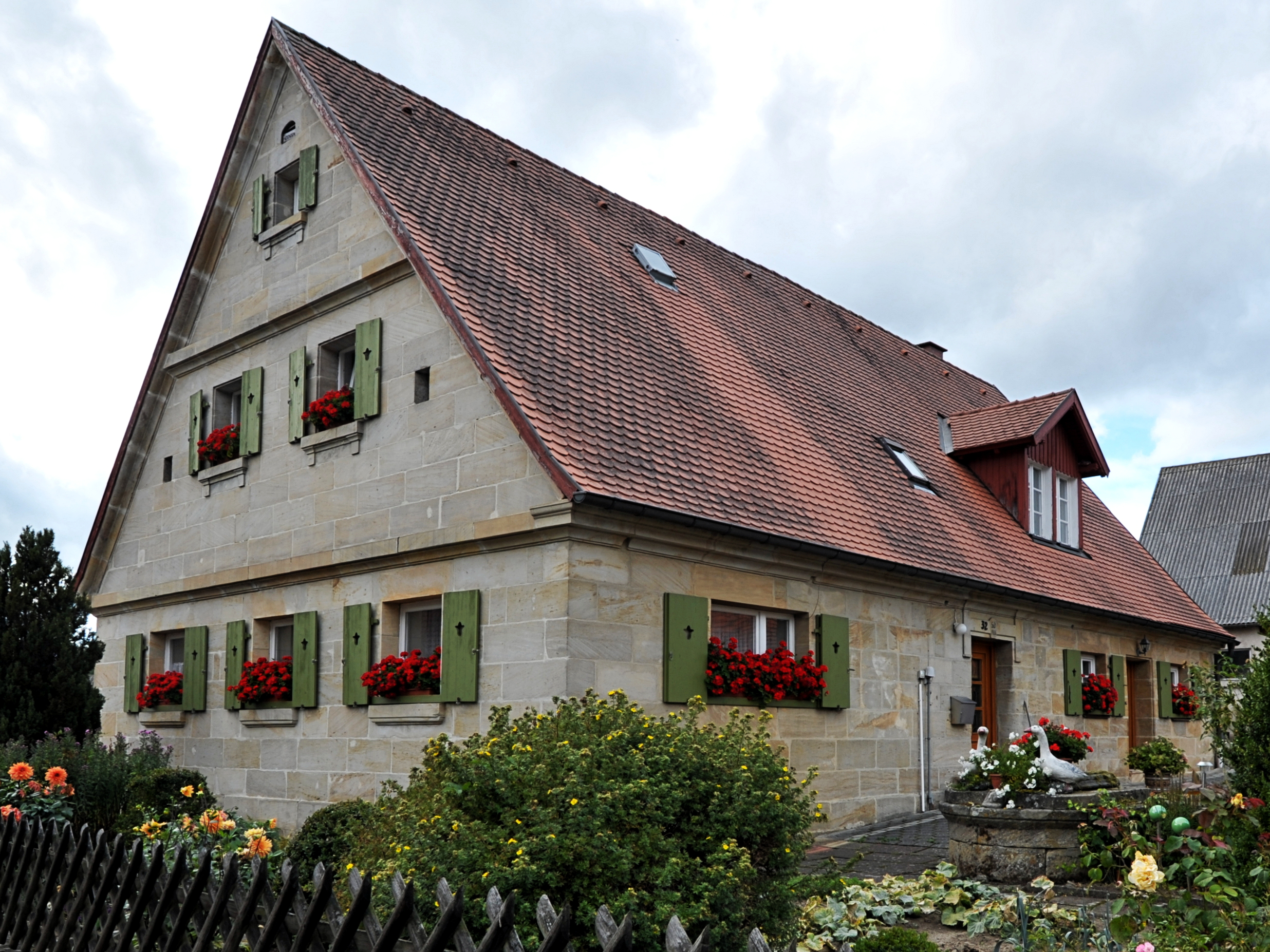
خانهٔ انبار کاه مدرن در بایرن (اکرسدورف، فرانکن علیا)

### سوئیس

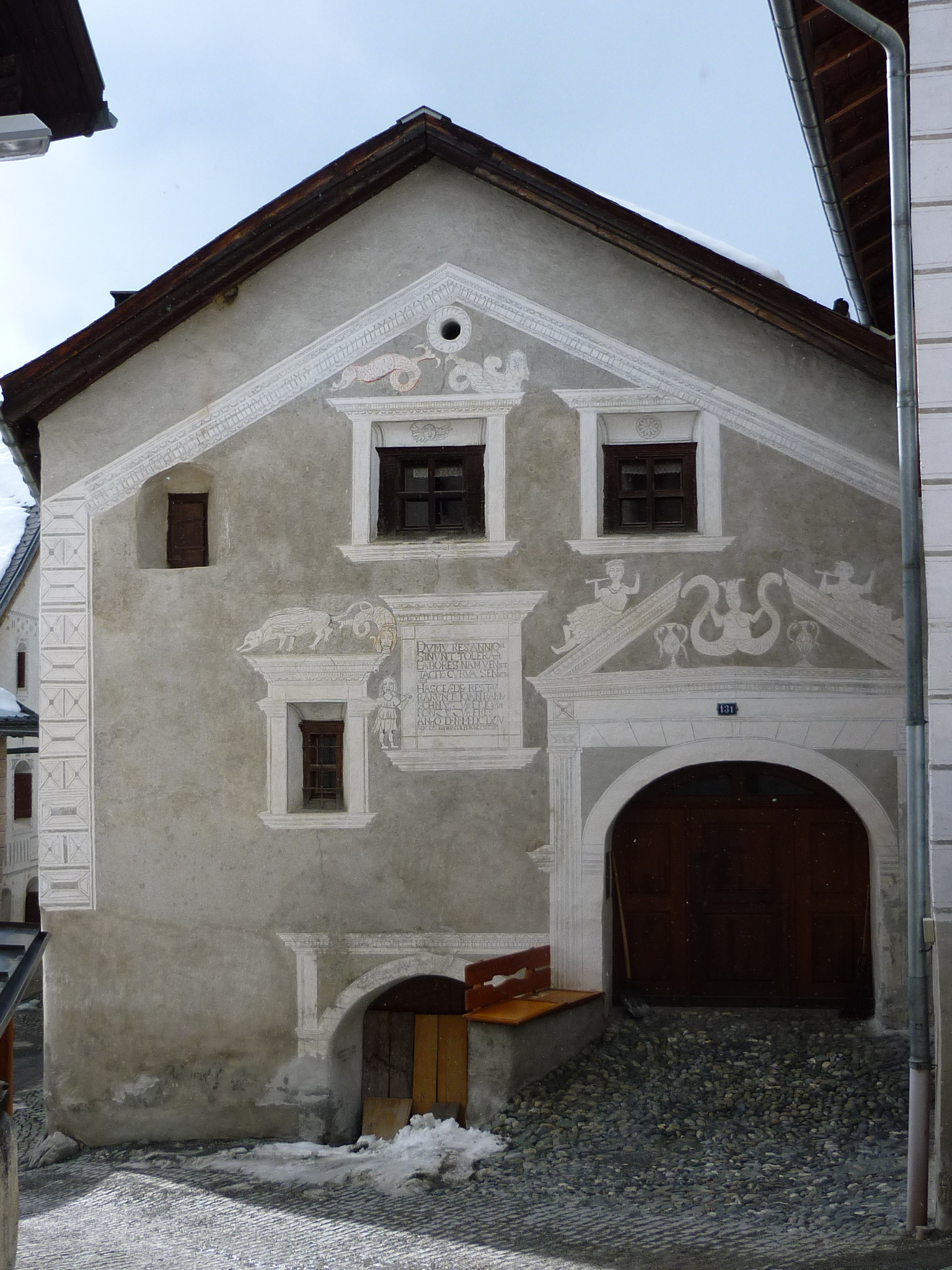
خانهٔ انگادین در آردز